# Hôtel de la Monnaie (Bordeaux)
L'hôtel de la Monnaie est un ancien atelier monétaire construit au XVIIIe siècle à Bordeaux, dans le département français de la Gironde.

## Localisation
L'hôtel de la Monnaie est situé place Léon Duguit, ancienne place de la Monnaie (Monnoie ou Monnoye en ancien français), dans le quartier Saint-Michel à Bordeaux. Il fait face à la Porte de la Monnaie, passage vers le quai de la Monnaie et le quai Sainte-Croix et plus loin vers la Garonne. La rue Porte de la Monnaie relie l'hôtel de la Monnaie aux quais. La station de tramway la plus proche est Saint-Michel par les lignes C et D.

## Historique
L'hôtel de la Monnaie est construit par l'architecte entrepreneur Jean Alary d'après les plans établis en 1755 par l'architecte André Portier. Tourny, intendant de la Guyenne, finance ce nouveau bâtiment en vendant l'ancienne Monnaie, située près de la porte Cailhau. Il achète des terrains occupés par des corderies, quartier Saint-Michel, avant que leur prix ne monte du fait de l'embellissement du quartier, et alors que le projet du nouvel hôtel de la Monnaie n'est pas encore connu. Le 25 septembre 1756, les dernières acquisitions sont effectuées. Louis XV ordonne la  construction le 25 janvier 1757,.
La construction coûte 160 000 livres. Son but est double : d'une part créer des logements pour le personnel de la Monnaie et les officiers et d'autre part installer les locaux techniques,.
Le 1er avril 1759, l'atelier et la juridiction prennent place dans le nouvel hôtel. La construction de l'hôtel et la rue de la Monnaie qui lui fait face donnent naissance sur les quais à la porte de la Monnaie.
En 1800, les services de l'hôtel de la Monnaie sont transférés rue du Palais Gallien.

## Description

### AuXVIIIesiècleet au début duXIXesiècle
À l'entrée de l'hôtel de la Monnaie, un passage voûté mène dans une grande cour. À gauche se tient le bureau de change et celui de dépôt des matières, le bureau pour recevoir les lames du moulin et des cisailles et le bureau particulier ainsi que la salle à manger du directeur. Il y a aussi les moulins avec le laboratoire au-dessus. La droite est consacrée à la cuisine, à la chambre des lavures, aux fonderies de l'argent et de l'or, à l'essayerie et divers services pour le directeur. Le charbon est entreposé à la cave.
Au fond de la grande cour, des salles sont réservées pour le blanchiment et la marque sur tranche. Sur une petite cour, le serrurier possède sa boutique avec son logement au-dessus. L'escalier conduit à l'ajusterie, au bureau pour délivrer aux monnayeurs et aux ajusteurs ainsi qu'au monnayage avec forge et au bureau de la délivrance. C'est aussi là que sont logés l'essayeur et le graveur.
Le premier étage est composé de logements : à gauche onze pièces pour le directeur ; à droite, sept pièces pour le contrôleur.
Au deuxième étage, quatre pièces sont destinées aux domestiques du directeur, huit pièces pour un juge, cinq pour l'autre juge.

### AuxXXeetXXIesiècles
L'hôtel de la Monnaie est un hôtel particulier de trois niveaux, comportant sur sa façade un fronton en pierre et une porte ancienne.

## Galerie

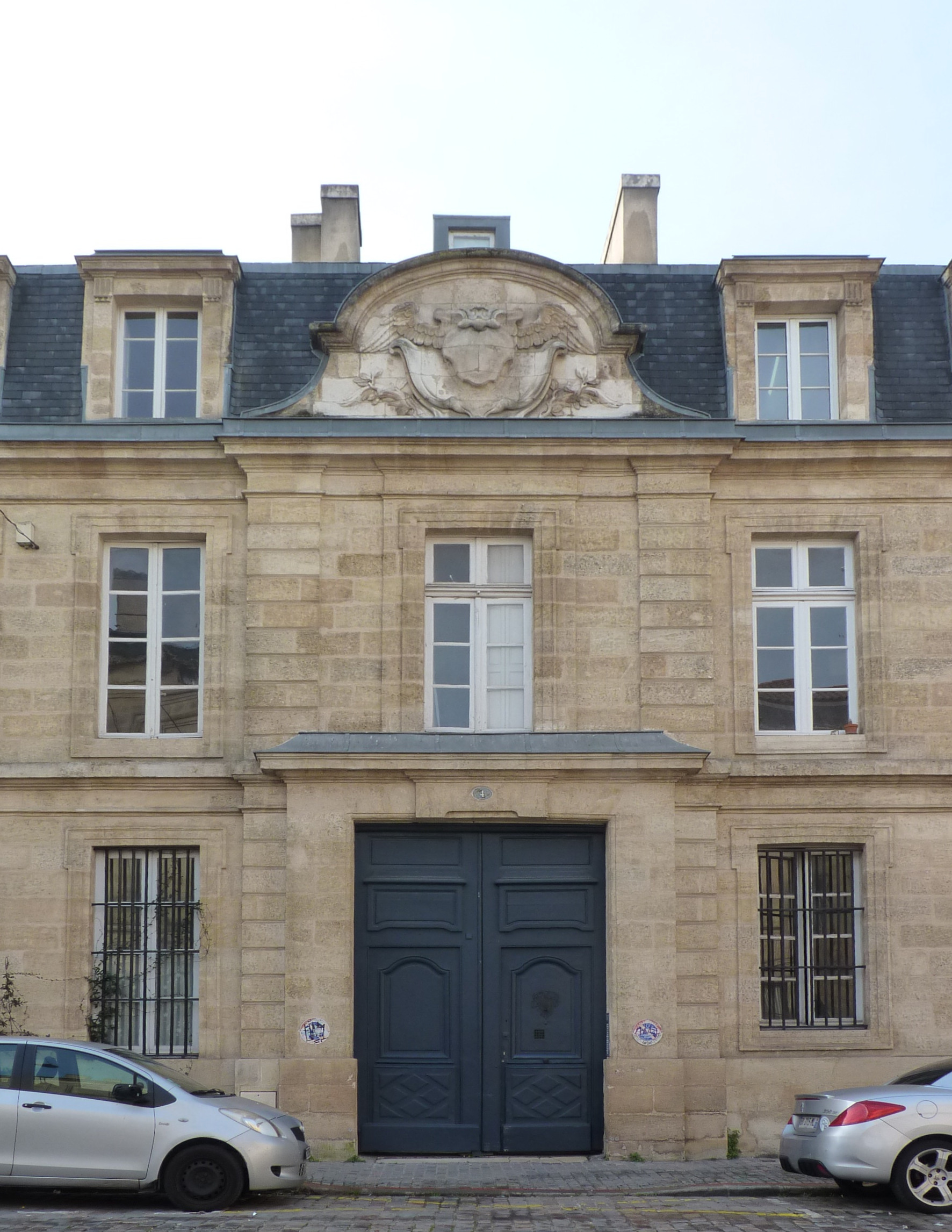
Façade d'entrée
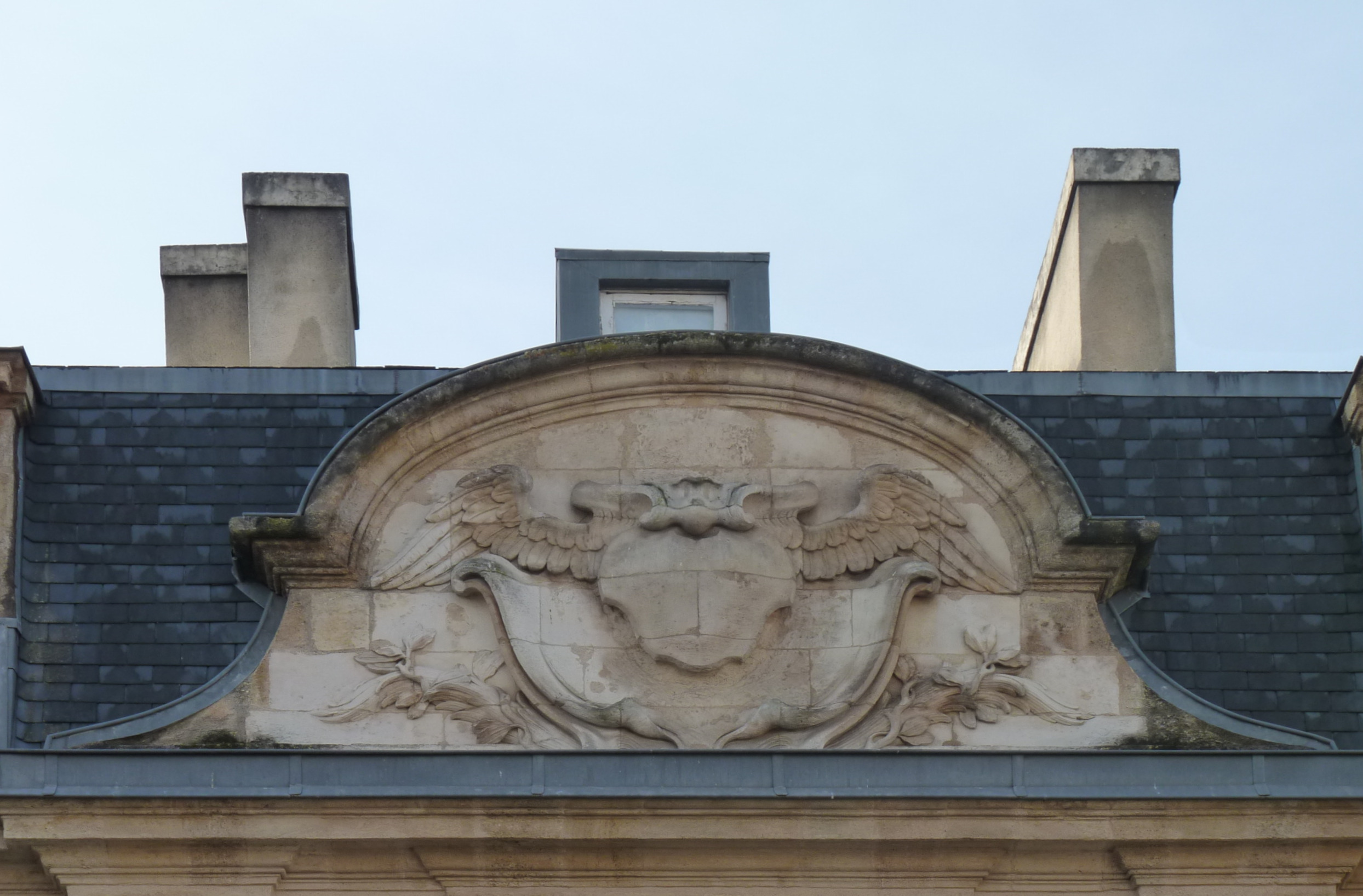
fronton
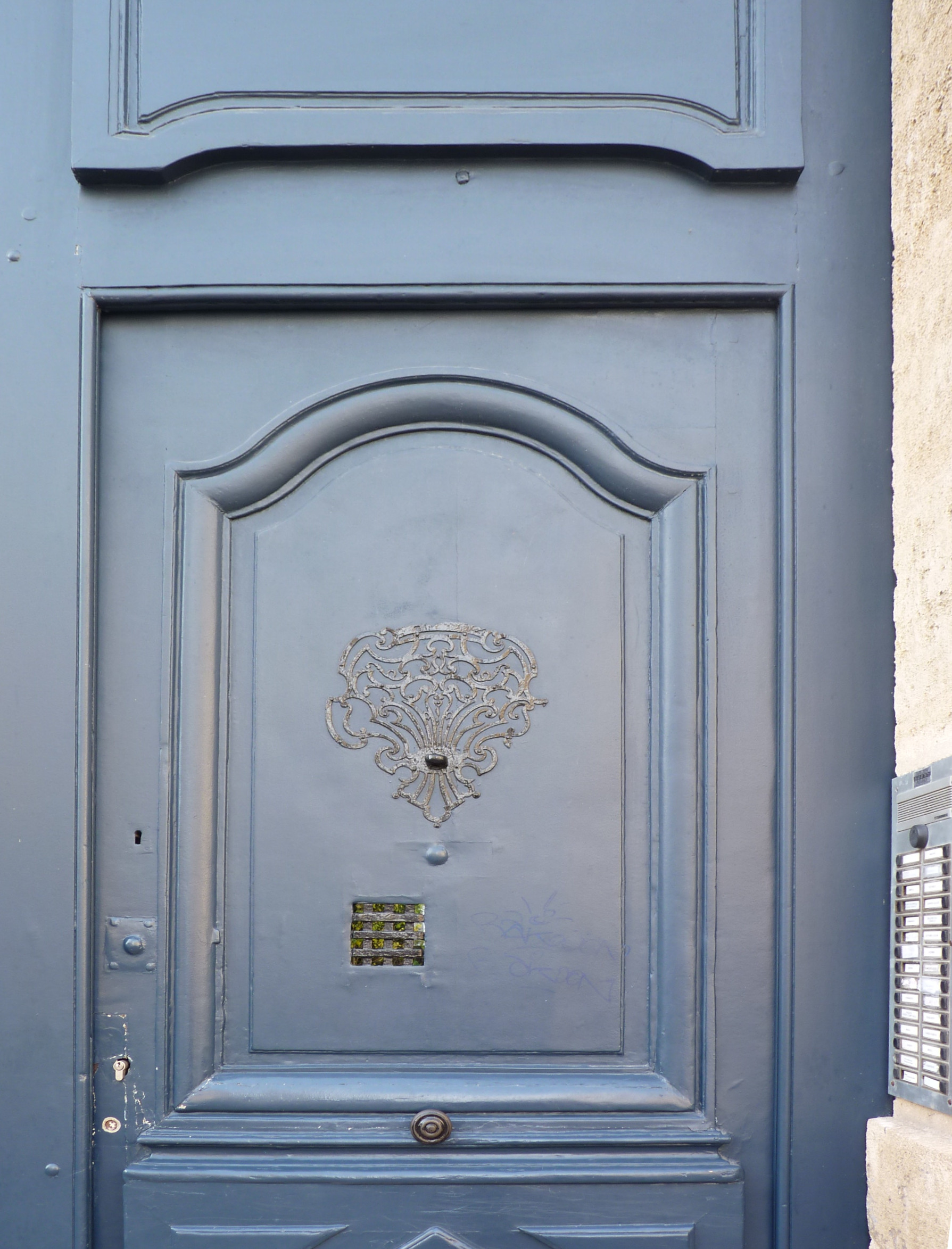
Porte d'entrée
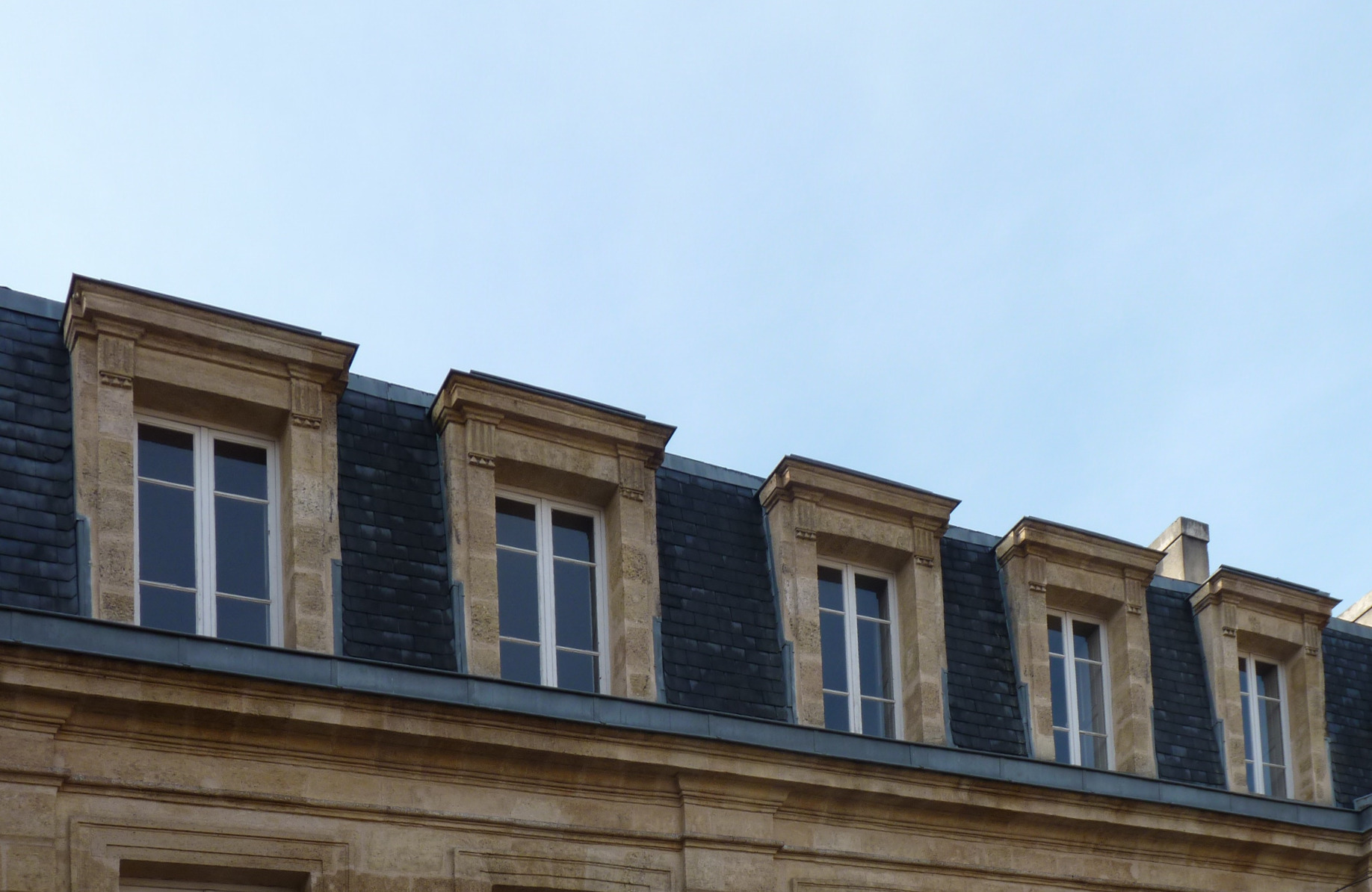
Deuxième étage
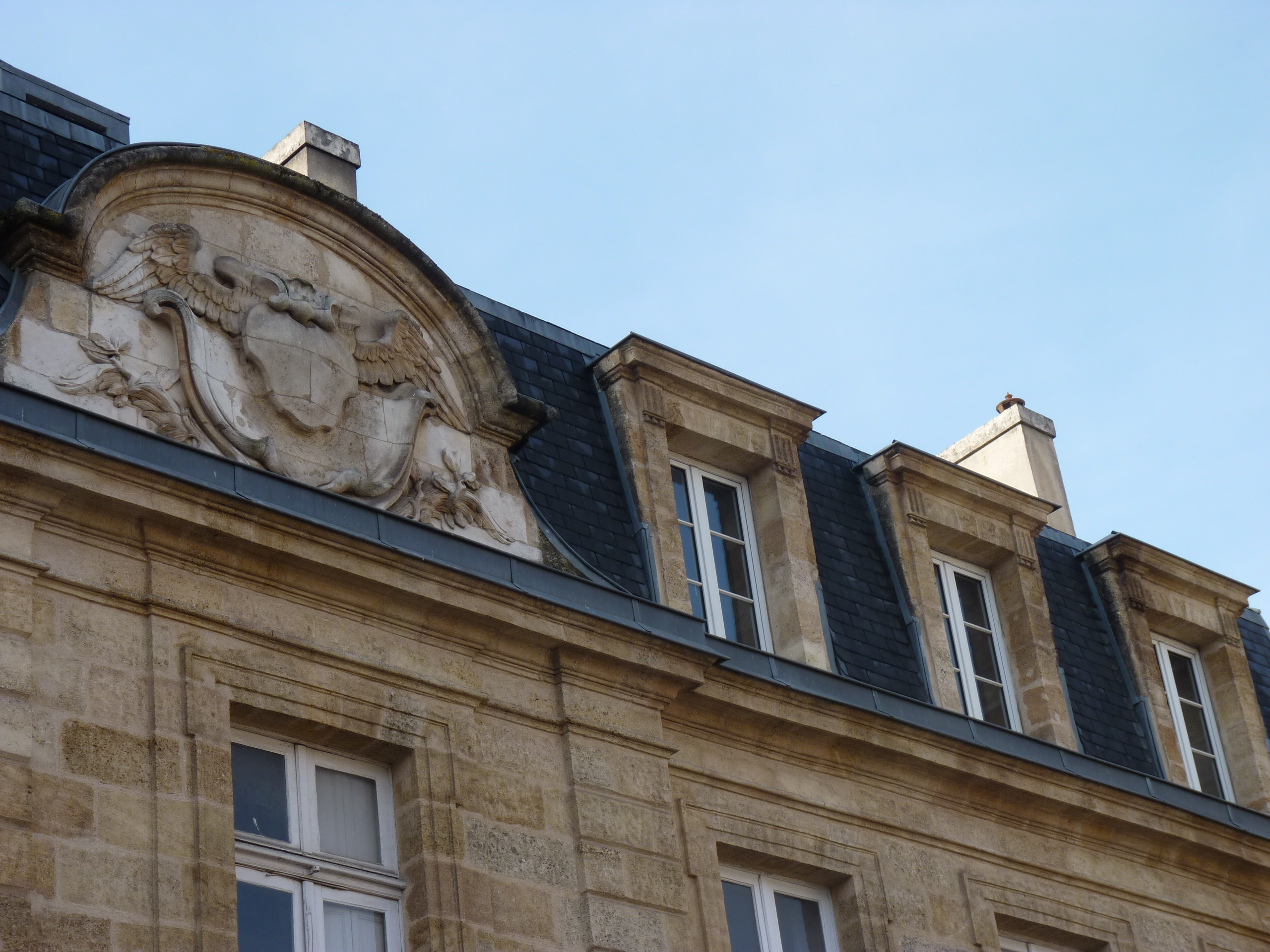
Fenêtres à droite du fronton
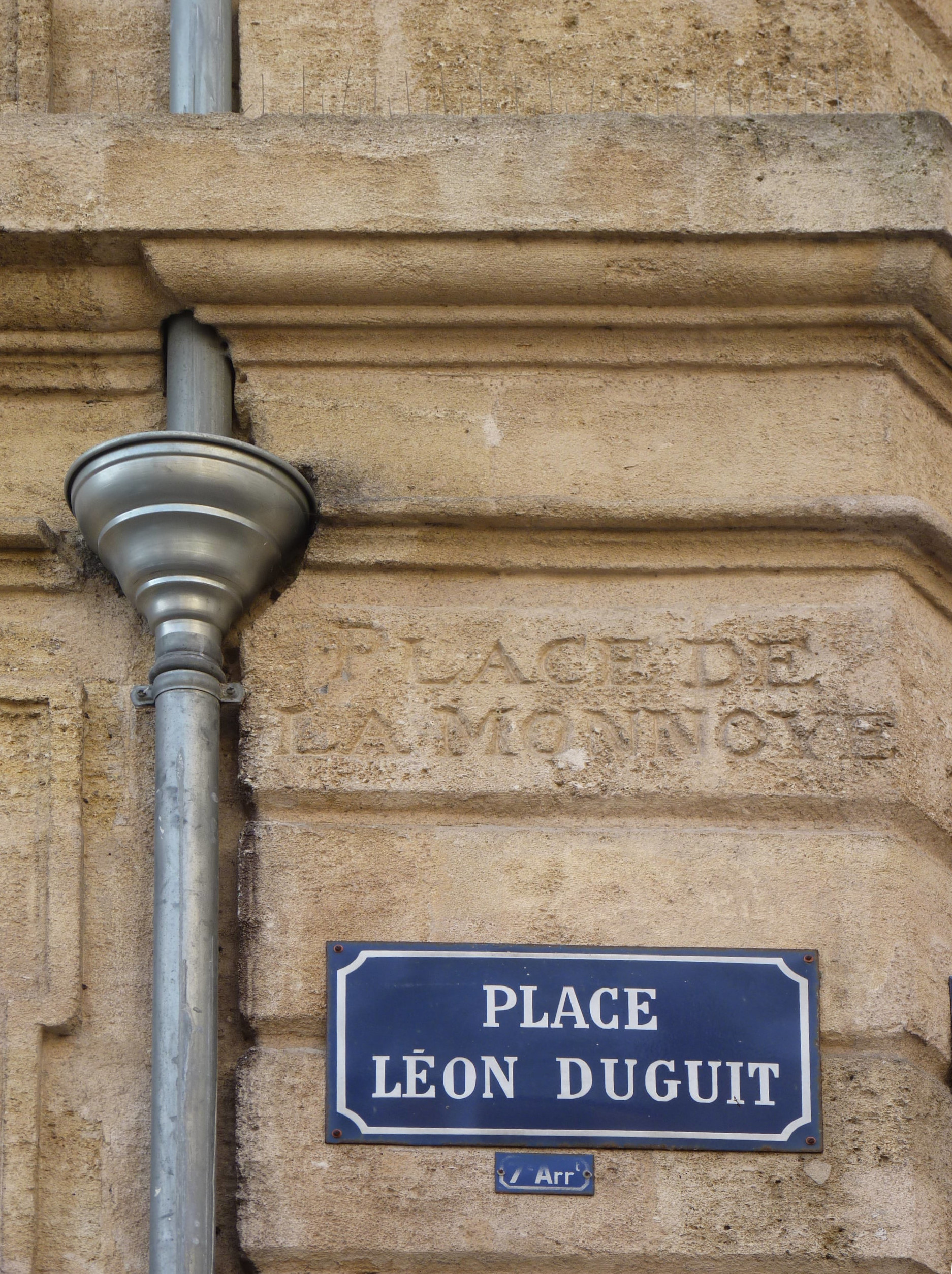
Noms de la place